# Notre-Dame-d'Amour (film, 1923)
Pour les articles homonymes, voir Notre-Dame-d'Amour (homonymie).
Pour plus de détails, voir Fiche technique et Distribution.
Notre-Dame-d’Amour est un film français réalisé par André Hugon, adapté de l’œuvre homonyme de Jean Aicard et sorti en 1923.

## Fiche technique
- Réalisation : André Hugon
- Scénario : André Hugon, d’après un roman de Jean Aicard publié en 1896.
- Société de production : Films André Hugon
- Pays de production : France
- Format : Noir et blanc - Muet - 1,33:1 - 35 mm
- Genre : Comédie
- Date de sortie : 
  - France : 23 janvier 1923

Source : IMDb

## Distribution
- Claude Mérelle : Rosseline Queïrel
- Irène Sabel : Jeanne Augias, dite Zanette
- Charles de Rochefort : Jean Pastorel
- Jean Toulout : Marius Martégas
- Person-Dumaine : Maître Augias